# 대구북부초등학교
대구북부초등학교는 대한민국 대구광역시 북구 동천동에 있는 초등학교로, 1995년 9월 1일에 개교되었다.

## 연혁
- 1995년 9월 1일 초대 김창상 교장 부임
- 1995년 9월 1일 대구북부초등학교로 개교 (30학급)
- 1996년 2월 16일 제1회 졸업식(61명)
- 1999년 9월 1일 제2대 이정길 교장 부임
- 1999년 12월 1일 특수학급 신설(1학급)
- 2000년 1월 27일 전용과학실 1실 설치(3층)
- 2002년 9월 1일 제3대 권오규 교장 부임
- 2004년 9월 1일 제4대 조원수 교장 부임
- 2005년 9월 1일 대구함지초등학교 개교로 수용전환(724명)
- 2006년 2월 17일 제11회 졸업식(290명/총2,751명)
- 2006년 3월 1일 36(1)학급 편성
- 2006년 9월 1일 제5대 신호성 교장 부임
- 2006년 9월 19일 온누리 도서관 개관
- 2006년 10월 2일 해오름 보육교실 개관
- 2006년 12월 16일 금빛 샤워실 설치
- 2007년 2월 14일 제12회 졸업식(184명/총2,935명)
- 2007년 3월 1일 36(1)학급 편성
- 2008년 2월 21일 제13회 졸업식(189명/총3,124명)
- 2008년 3월 1일 특수학급 증설(2학급)
- 2008년 3월 1일 33(1)학급 편성
- 2008년 5월 9일 북부 예절교육 체험센터 구축
- 2009년 2월 13일 제14회 졸업식(178명/총 3,602명)
- 2009년 3월 1일 33(2)학급 편성
- 2009년 3월 1일 제6대 김동준 교장 부임
- 2009년 5월 8일 영어체험실 개관
- 2010년 2월 11일 제15회 졸업식(159명 / 누계 3,761명)
- 2010년 3월 1일 34(2) 학급 편성
- 2011년 2월 16일 제16회 졸업식(159명 / 누계 3,920명)
- 2011년 3월 1일 제7대 권석락 교장 부임
- 2011년 3월 1일 33(2) 학급 편성
- 2012년 2월 16일 제17회 졸업식(148명 / 누계 4,068명)
- 2012년 3월 1일 32(2)학급 편성
- 2013년 2월 15일 제18회 졸업식(152명 / 누계 4,220명)
- 2013년 3월 1일 31(1)학급 편성
- 2013년 9월 1일 제8대 박갑용 교장 부임
- 2014년 2월 13일 제19회 졸업식(127명 / 누계 4,347명)
- 2014년 3월 1일 30(1)학급 편성
- 2015년 2월 10일 북부효재관(다목적관) 준공
- 2015년 2월 13일 제20회 졸업식(125명 / 누계 4,472명)
- 2015년 3월 1일 28(1)학급 편성
- 2016년 2월 5일 제21회 졸업식(112명 졸업/전체 4584명 졸업)
- 2016년 3월 1일 24(1)학급 편성
- 2016년 8월 31일 교실 바닥 교체, 방송실 확장 및 현대화
- 2017년 2월 14일 제22회 졸업식(105명 졸업/전체 4689명 졸업)
- 2017년 3월 1일 22(1)학급 편성

## 참고 자료
- 대구북부초등학교 - 한국교육학술정보원 학교알리미